# Ordine dell'aquila d'oro
L'Ordine dell'aquila d'oro è la più alta delle onorificenze concesse dal Kazakistan.

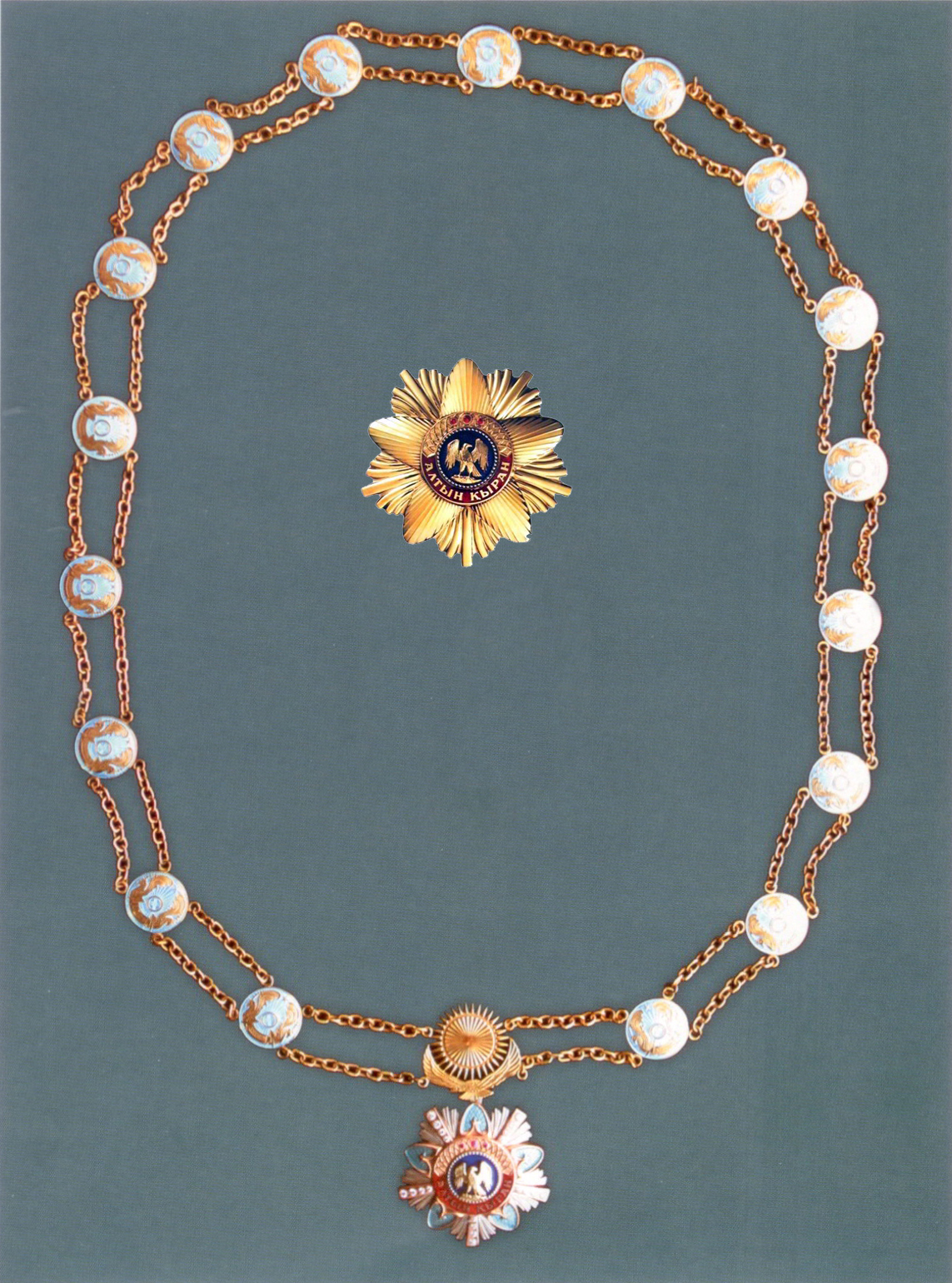
Gran collare e Placca dell'Ordine

## Storia
L'ordine venne fondato nel 1995 per commemorare quanti si fossero largamente distinti a favore della Repubblica del Kazakistan.

## Insegne
- La  medaglia dell'ordine è composta da una stella con le braccia arrotondate a cinque puntecon decorazioni a smalto di colore verde acqua. All'incavo di ciascun braccio della stella si trovano delle braccia squadrate in oro con quattro brillanti, ai lati dei quali si dipanano delle fiammeggiature in argento. Al centro della stella si trova un medaglione a sfondo blu riportante un'aquila d'oro in posa, con la testa rivolta a destra, attorniata da un anello d'oro nella parte superiore con tre rubini in centro, mentre di colore marrone nella parte inferiore ove si trova anche scritto in lettere dorate il nome dell'ordine in kazakho.
- La  placca riprende le medesime decorazioni della medaglia ma è integralmente dorata.
- Il nastro è azzurro con una striscia rossa al centro.

## Insigniti
1. Boris Nikolaevič El'cin (1997) - presidente della Federazione Russa
2. Islom Karimov (1997) - presidente dell'Uzbekistan
3. Jiang Zemin (1997) - segretario generale del Partito comunista cinese e presidente della Repubblica Popolare Cinese
4. Leonid Kučma (7 settembre 1999) - presidente dell'Ucraina
5. Elisabetta II del Regno Unito (2000) - regina del Regno Unito
6. Gerhard Schröder (5 dicembre 2003) - cancelliere della Germania
7. Vladimir Putin (6 gennaio 2004) - presidente della Federazione Russa
8. Hosni Mubarak (13 maggio 2008) - presidente dell'Egitto
9. Akihito (30 maggio 2008) - imperatore del Giappone
10. Khalifa bin Zayed Al Nahayan (20 febbraio 2009) - emiro di Abu Dhabi e presidente degli Emirati Arabi Uniti
11. Tarja Halonen (24 marzo 2009) - presidente della Finlandia
12. Lee Myung-bak (4 maggio 2009) - presidente della Repubblica di Corea
13. Nicolas Sarkozy (5 ottobre 2009) - presidente della Francia
14. Abdullah Gül (2012) - presidente della Turchia
15. Recep Tayyip Erdoğan (2012) - primo ministro della Turchia
16. Juan Carlos I di Spagna (2013) - re di Spagna
17. Xi Jinping (14 settembre 2022) - presidente della Repubblica Popolare Cinese
18. Salman dell'Arabia Saudita (24 luglio 2022) - re dell'Arabia Saudita